# Zale buchholzi
Zale buchholzi là một loài bướm đêm trong họ Erebidae.